# DDR-Meisterschaften im Feldfaustball 1981
Die DDR-Meisterschaften im Feldfaustball 1981 waren seit 1949 die 32. Austragung der Meisterschaften im Faustball auf dem Feld in der DDR im Jahre 1981.
Die beiden Finalturniere der jeweils vier Oberliga-Erstplatzierten der Frauen und Männer fanden am Sonnabend, 5. September 1981, in Weißwasser/Oberlausitz statt.

## Frauen
Im Frauen-Finale standen sich Titelverteidiger Chemie Weißwasser, Pentacon Dresden, Lok Schwerin und Lok Schleife gegenüber.
Abschlusstabelle der Hauptrunde:
| Platz | Mannschaft                 | Punkte | Siege | Remis | Niederlagen | Bälle   | Vorgabezähler |
| 1.    | Chemie Weißwasser (M)      | 28:0   | 14    | –     | –           | 508:296 | 3             |
| 2.    | Pentacon Dresden           | 22:6   | 11    | –     | 3           | 364:273 | 2             |
| 3.    | Lok Schwerin               | 17:11  | 8     | 1     | 5           | 377:322 | 1             |
| 4.    | Lok Schleife               | 14:14  | 7     | –     | 7           | 342:316 | 0             |
| 5.    | TSG Berlin-Oberschöneweide | 11:17  | 5     | 1     | 8           | 309:325 | –             |
| 6.    | Empor Barby                | 10:18  | 5     | –     | 9           | 315:364 | –             |
| 7.    | SpG Heidenau               | 8:20   | 4     | –     | 10          | 279:391 | –             |
| 8.    | HSG TU Dresden (N)         | 2:26   | 1     | –     | 13          | 262:469 | –             |

TU Dresden und die Spielgemeinschaft Heidenau mussten gegen die Liga-Staffelsieger um den Klassenerhalt kämpfen. Während sich Heidenau durchsetzte, errang die Dresdener Hochschulsportgemeinschaft nur einen Sieg in vier Spielen. Dafür erreichte Rotation Berlin souverän den Wiederaufstieg.
Aufstiegsrunde:
| Platz | Mannschaft                     | Punkte           | Bälle            |
| 1.    | Rotation Berlin                | 8:0              | 99:53 1          |
| 2.    | Spielgemeinschaft Heidenau (A) | 6:2              | 124:89           |
| 3.    | Turbine Potsdam                | 4:4              | 118:82           |
| 4.    | HSG TU Dresden (A)             | 2:6              | 90:128 -38       |
| 5.    | Lok Dresden                    | 0:8              | 83:123 -40       |
| –     | Traktor Seebergen              | nicht angetreten | nicht angetreten |

Spiele der Finalrunde:
| Chemie Weißwasser | – | Lok Schleife     | 32:17 |
| Pentacon Dresden  | – | Lok Schwerin     | 21:21 |
| Chemie Weißwasser | – | Lok Schwerin     | 29:16 |
| Pentacon Dresden  | – | Lok Schleife     | 17:17 |
| Chemie Weißwasser | – | Pentacon Dresden | 27:15 |
| Lok Schwerin      | – | Lok Schleife     | 12:22 |

Abschlusstabelle:
| Platz | Mannschaft            | Punkte | Vorgabezähler | Gesamt | Bälle/Diff. |
| 1.    | Chemie Weißwasser (M) | 6:0    | 3             | 9:0    | 88:48 +40   |
| 2.    | Pentacon Dresden      | 2:4    | 2             | 4:4    | 53:65 -12   |
| 3.    | Lok Schleife          | 3:3    | 0             | 3:3    | 56:61 0-5   |
| 4.    | Lok Schwerin          | 2:4    | 1             | 2:5    | 49:72 -23   |

Die Finalrunde um die DDR-Meisterschaft im Feldfaustball endete mit einem erwarteten Erfolg des Titelverteidigers.
Kader der Mannschaften:
|    | BSG Chemie Weißwasser: Gisela Bursch, Ursula Lisk, Ingrid Klei, Gudrun Thomas, Waltraud Steide, Jutta Kolasinski     |
|    | Pentacon Dresden: Helga Reinhardt, Brigitte Pünsch, Ursula Neitzel, Gitta Scheithauer, Christa Uhde, Christa Fuchs   |
|    | Lok Schleife: Elvira Berton, Ursula Köhler, Ingrid Probst, Edeltraud Petrick, Doreen Branzko, Annett Böthgen         |
| 4. | Lok Schwerin: Beate Dreyer, Kerstin Preißendörfer, Heike Brusberg, Kerstin Balk, Christiane Ramlow, Christine Thomas |

## Männer
Abschlusstabelle der Hauptrunde:
| Platz | Mannschaft                | Punkte                                          | Siege                                           | Remis                                           | Niederlagen                                     | Bälle/Diff.                                     | Vorgabezähler                                   |
| 1.    | Lokomotive Dresden I      | 28:8                                            | 14                                              | –                                               | 4                                               | 584:440                                         | 3                                               |
| 2.    | BSG Traktor Bachfeld      | 26:10                                           | 13                                              | –                                               | 5                                               | 536:459                                         | 2                                               |
| 3.    | ISG Hirschfelde           | 23:13                                           | 11                                              | –                                               | 6                                               | 530:423 +107                                    | 1                                               |
| 4.    | Chemie Zeitz (M)          | 23:13                                           | 11                                              | –                                               | 6                                               | 559:504 +55                                     | 0                                               |
| 5.    | Lokomotive Dresden II (N) | 22:14                                           | 11                                              | –                                               | 7                                               | 546:484 +62                                     | –                                               |
| 6.    | Fortschritt Glauchau      | 22:14                                           | 11                                              | –                                               | 7                                               | 555:503 +52                                     | –                                               |
| 7.    | Einheit Halle             | 19:17                                           | 9                                               | 1                                               | 8                                               | 466:511                                         | –                                               |
| 8.    | Lokomotive Berlin (N)     | 10:26                                           | 4                                               | 2                                               | 12                                              | 461:574                                         | –                                               |
| 9.    | Motor Zwickau Süd (N)     | 5:31                                            | 2                                               | 1                                               | 15                                              | 473:600                                         | –                                               |
| 10.   | Lokomotive Güstrow        | 2:34                                            | 1                                               | –                                               | 17                                              | 316:528                                         | –                                               |
| 11.   | Motor Schleusingen        | disqualifiziert wegen mehrfachen Nichtantretens | disqualifiziert wegen mehrfachen Nichtantretens | disqualifiziert wegen mehrfachen Nichtantretens | disqualifiziert wegen mehrfachen Nichtantretens | disqualifiziert wegen mehrfachen Nichtantretens | disqualifiziert wegen mehrfachen Nichtantretens |

Absteiger in die Liga waren Motor Schleusingen, Lokomotive Güstrow und Motor Zwickau Süd.

Aufsteiger aus der Liga in die DDR-Oberliga als höchste Spielklasse waren Motor Geithain, Plasttechnik Greiz und die SG Görlitz. Da Motor Geithain die Bedingungen für den Aufstieg (hinsichtlich des Nachwuchses) nicht erfüllte, konnte Motor Zwickau Süd in der Oberliga verbleiben.
Spiele der Finalrunde:
| Lok Dresden      | – | Chemie Zeitz     | 33:16 |
| ISG Hirschfelde  | – | Traktor Bachfeld | 28:20 |
| Lok Dresden      | – | ISG Hirschfelde  | 29:20 |
| Traktor Bachfeld | – | Chemie Zeitz     | 21:27 |
| Lok Dresden      | – | Traktor Bachfeld | 21:30 |
| ISG Hirschfelde  | – | Chemie Zeitz     | 27:26 |

Abschlusstabelle:
| Platz | Mannschaft           | Punkte | Vorgabezähler | Gesamt | Bälle/DIff. |
| 1.    | Lok Dresden          | 4:2    | 3             | 7:2    | 83:66 +17   |
| 2.    | ISG Hirschfelde      | 4:2    | 1             | 5:2    | 75:75 0±0   |
| 3.    | BSG Traktor Bachfeld | 2:4    | 2             | 4:4    | 71:76 0-5   |
| 4.    | Chemie Zeitz (M)     | 2:4    | –             | 2:4    | 69:81 -12   |

Der DDR-Meister-Titel ging damit zum dritten Mal nach 1977 und 1978 an Lok Dresden.
Kader der Mannschaften:
|    | Lokomotive Dresden I: Helmut Pöge, Volker Kretzschmer, Detlef Sorge, Jochen Bitterlich, Stefan Müller, Ralph Sorge         |
|    | ISG Hirschfelde: Rainer Ebermann, Herbert Steudte, Joachim Steudtner, Manfred Aust, Roland Posselt, Gottfried Stelzig      |
|    | Traktor Bachfeld: Volker Bischoff, Gernot Lutherdt, Herbert Probst, Edgar Bräutigam, Dieter Steinerstauch, Jürgen Bischoff |
| 4. | Chemie Zeitz: Wolfgang Ehrlich, Eberhard Gasse, Gunther Knauer, Gerhard Beer, Hans-Ulrich Laue, Hans-Jochen Klaube         |

## Anmerkung
1. 1 2 3 4  Vorgabezähler: Gemäß ihrer Platzierung in der Hauptrunde erhielten die qualifizierten Mannschaften Punkte für die Endrunde. Der Erste erhielt dabei drei Punkte, der Zweitplatzierte zwei, der Dritte noch einen.